# Charles Hamilton (Rapper)
Charles Hamilton (* 10. November 1987 in Cleveland, Ohio) ist ein US-amerikanischer Rapper. Er ist in Harlem aufgewachsen.

## Karriere
Charles Hamilton unterschrieb 2008 bei Interscope Records einen Plattenvertrag. Im selben Jahr wurde er einem breiteren Publikum durch seine Debütsingle Brooklyn Girls bekannt. Der Song konnte den 57. Rang in den jährlich publizierten Charts des Rolling Stone Magazines erreichen. Das Musikvideo zu Brooklyn Girls wurde von Regisseur Matt Alonzo gedreht. Er produzierte eine große Zahl an Mixtapes, bevor jedoch sein Debütalbum erschien, zerstritt er sich mit dem Label. Das Album wurde zurückgestellt und erst nach der Trennung als kostenloser Download veröffentlicht.
Hamilton veröffentlichte unablässig weitere Mixtapes, aber erst 2014 fand er in Republic Records ein neues Label. Er nahm mit Rita Ora die Single New York Raining auf, die im Jahr darauf zum Abschluss der ersten Staffel der Musiksoap Empire gespielt wurde. Sie brachte dem US-Rapper die erste Chartplatzierung.

## Diskografie
Alben
- This Perfect Life (2008, kostenloser Download)

Lieder
- Brooklyn Girls (2008)
- Correct (2015)
- Headed to the Top (2015)
- New York Raining (featuring Rita Ora, 2015)